# Sumisión masculina

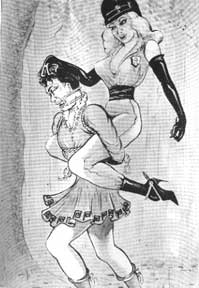
Sumisión masculina, 1961.

La sumisión masculina o malesub es una situación en el BDSM y otras prácticas sexuales en las que la pareja sumisa es un hombre. Una mujer que domina a un sumiso masculino se conoce como dominante, domme (forma femenina de "dominante") o dominatrix. La actividad sexual entre un sumiso masculino y una dominatriz se conoce como dominación femenina. Un estudio de 2015 indica que el 46,6% de los hombres que practicaban el BDSM expresaron una preferencia por un papel sumiso, el 24% se consideran versátiles y el 29,5% preferían el papel dominante.

## Tipos de dominación

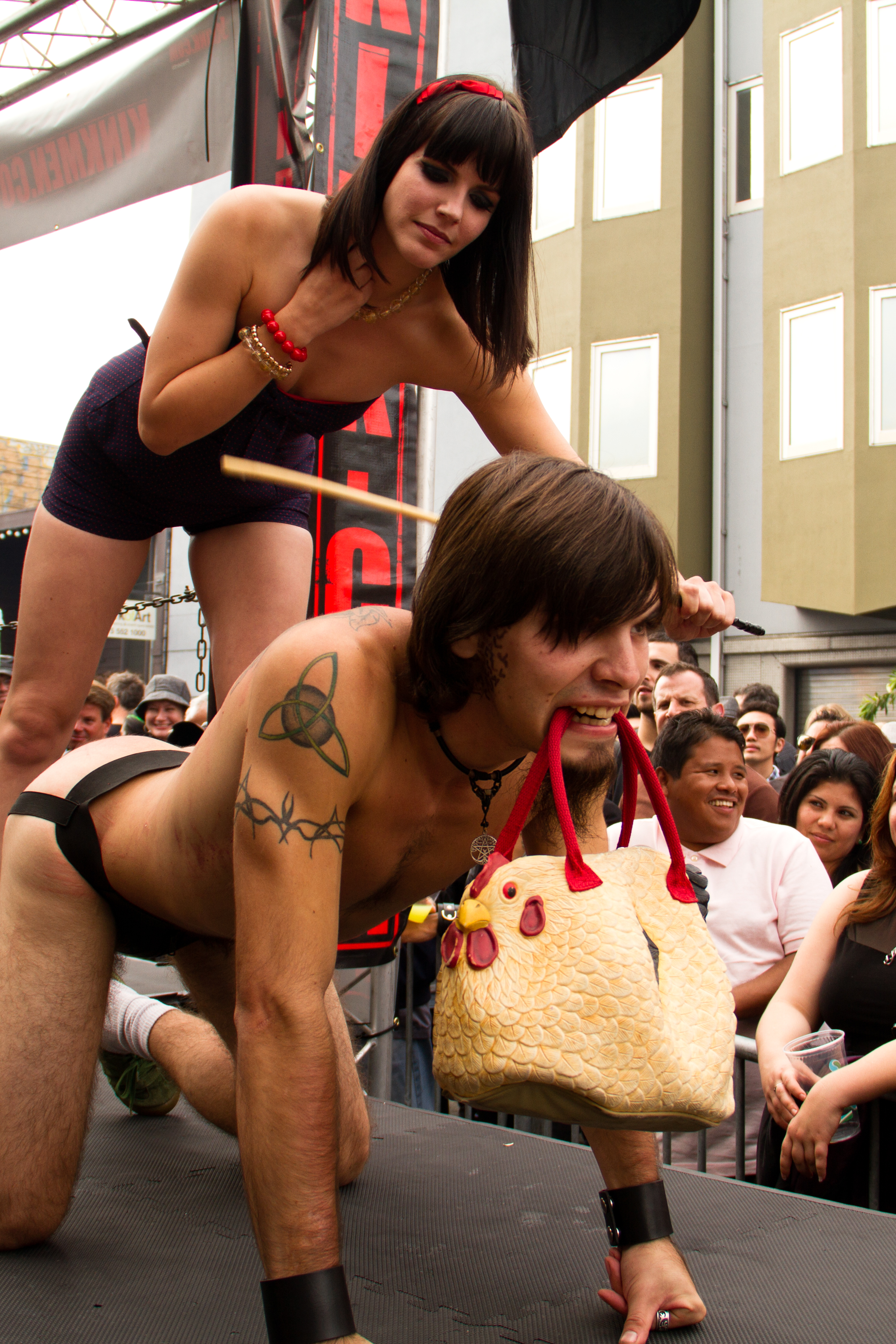
Hombre sumiso siendo "humillado" en un evento público, 2011.

La sumisión masculina en BDSM puede tomar muchas formas diferentes e incluir una variedad de actividades, que incluyen tortura genital masculina, feminización, castidad, infidelidad, humillación erótica, facesitting, lluvia dorada, pegging, fetichismo de pies y CFNM (Clothed Female, Naked Male).

## Historia
Durante el siglo XVIII, algunos burdeles europeos comenzaron a especializarse en contención y flagelación, así como en otras actividades que involucraban la dominación femenina y la sumisión masculina.